# André Perraud-Charmantier
Pour les articles homonymes, voir Perraud.
André Perraud, né le 25 novembre 1888 à Nantes et mort le 1er avril 1963 dans la même ville, est un avocat français, auteurs d'ouvrages juridiques et historiques.

## Biographie
Son père, Marcel Léon Perraud, est un négociant. Après des études de droit, il devient avocat tout en poursuivant des études jusqu’au doctorat.  Marié le 2 janvier 1923 avec Madeleine Charmantier, il prit alors le nom de Perraud-Charmantier. En 1926, il est déclaré lauréat de l’Institut en étant à la fois docteur ès sciences juridiques et ès sciences économiques et politiques. Sa thèse de droit a pour titre : Étude sur le testament d’après la coutume de Bretagne (1921) ; sa thèse d’économie politique : Essai sur le général de la paroisse en Bretagne (1926). Deux thèses d’histoire en fait.
Il meurt le 1er avril 1963 et est enterré le lendemain au cimetière Miséricorde à Nantes (allée centrale, notée N). Son dernier domicile était la « villa Éden », avenue Saint-Louis.

## Travaux
Il publia de nombreux ouvrages et articles entre 1921 et 1963. Certains de ses derniers ouvrages, entre 1947 et 1963, ont été faits en collaboration avec Michel Perraud-Charmantier que l’on suppose être son fils.
Ses ouvrages d’histoire locale ont généralement écrits seuls.  C’est seul ou en groupe qu’il signa des ouvrages de droit, qui souvent connurent plusieurs rééditions, sur : l’assurance, le code de la route, les assurances sociales, la propriété commerciale, les établissements classés comme dangereux, le code des prix, le secret médical, le secret notarial, le secret professionnel, la faillite, le droit de réponse dans la presse, la fiscalité, les lois sociales, l’habitat à loyer modéré, les réquisitions, les successions, les sociétés, le sous-seing privé, etc. ; et divers condensés, dictionnaires, aide-mémoire et manuels de droit, d’économie politique, de l’assurance. Il fut également plusieurs fois préfacier.
Ses études d’histoire concernent soit l’Ancien Régime (livres ou tirés à part de revues savantes locales), soit la période de la guerre 1939-1945. 
Ses ouvrages les plus rares et les plus originaux sont ceux qu’il consacra au poète nantais Émile Boissier et à la société nantaise : Le Clou – 1884-1912 (Rennes, 1926, Imprimerie du Nouvelliste de Bretagne).

## Publications
- La Guerre en Bretagne, récits et portraits, en deux volumes illustrés (Nantes, 1947, Éditions Aux Portes Du Large) ;
- Un Épisode héroïque de la Libération en Bretagne – le drame du maquis de Saffré (15-28 juin 1944), illustrations Yves Perraud-Charmantier (Nantes, 1946, Éditions du Fleuve).